# Пинизелић
Пинизелић је мало ненасељено острво у хрватском делу Јадранског мора.
Налази се северозападно од острва Жут, пред заливом, Пинизел. Од Жута је удаљен око 100 м. Површина острва износи 0,052 км². Дужина обалске линије је 1,04 км.. 